# 조명

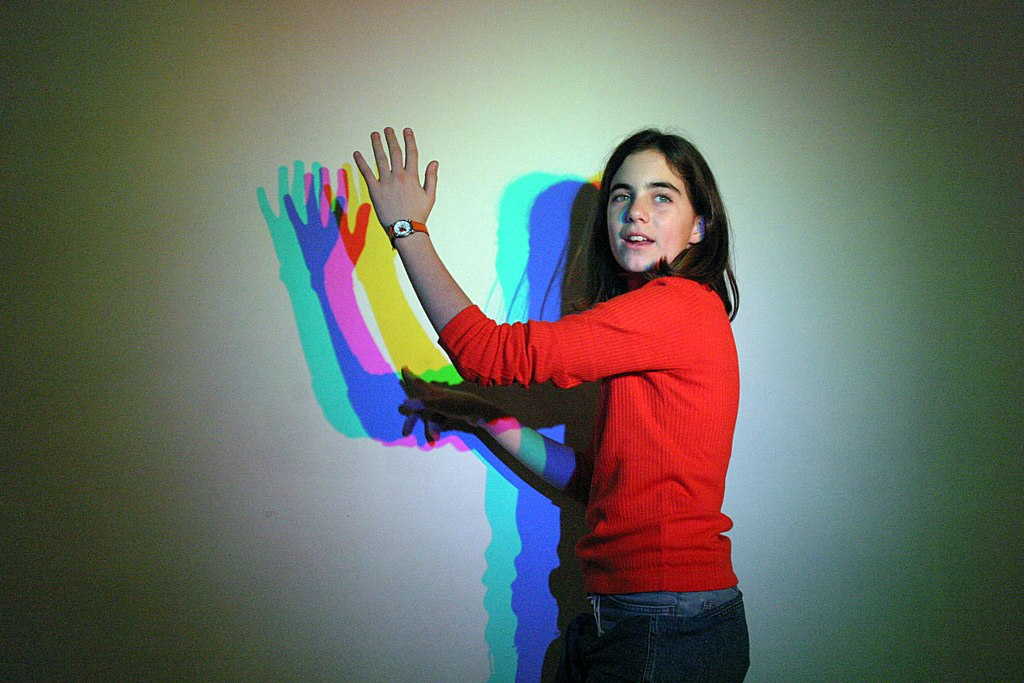
조명과 그림자

조명(照明, lighting or illumination)은 각종 광원을 이용하고, 어떠한 목적을 가지고 특정의 장소를 밝게 하는 행위나 기능이다. 야간이나 어두운 곳에서 환경을 밝게 하기 위해 많이 이용된다.

## 역사
한국에 처음 들어온 서구식 조명은 등유를 사용하는 남포등인데 남포는 ‘lamp’를 의미한다. 한국에 처음 들어온 전기 조명은 1887년 고종황제의 명에 따라 에디슨 회사가 건천궁에 설치한 백열등이다. 불의 발견과 함께 특정 장소를 비추기 위해 사용된 초기 형태의 인공 조명은 캠프파이어나 횃불이었다. 반딧불은 광원으로 사용되었다. 촛불과 유리, 도자기 램프 또한 발명되었다. 샹들리에는 초기 형태의 조명 기구였다.
조명 비용이 크게 감소한 것은 고래기름의 발견을 통해서였다. 캐나다의 지질학자 에이브러헴 게스너가 최초로 1840년대에 등유를 정제한 이후 고래기름의 이용은 감소하였고 이로써 상당히 더 낮은 비용으로 더 밝은 빛을 낼 수 있게 되었다. 또한 미국의 대표적인 등유 램프 생산업체는 R. E. 디츠 컴퍼니였다.

## 실내 조명
밝기가 충분하고 일정해야 시력을 보호할 수 있고 눈의 피로도 줄일 수 있다. 좋은 조명은 눈이 부시지 않아야 하고, 적당한 음영이 있어야 하며, 기분 좋은 색이어야 한다. 방의 기능에 따라 적당한 밝기가 다르므로 목적에 알맞은 조명 기구를 선택한다. 즉, 공부방은 밝기가 충분해야 하고, 식당의 조명은 음식이 맛있게 보이는 것으로 해야 한다. 또 쉬는 장소에는 적당히 어두운 조명이 필요하다.

### 직접 조명
광선이 광원으로부터 바로 비치므로 조명 효과가 크고 빛의 낭비가 적다. 그러나 눈이 쉽게 피로해지고 작업할 때에 손 그늘이 생기는 단점이 있다. 정원, 공장 등에 사용한다.

### 간접 조명
광원으로부터 나온 광선의 대부분이 천장이나 벽면에 반사되어 비치는 조명이다. 직접 조명보다 덜 밝고 실용적이지 못하지만 광선이 부드러운 느낌을 주고, 명암의 차이가 적어 시력을 보호해 주므로 침실, 병실, 다방 등에 많이 이용된다.

### 반직접 조명
직접 조명과 반간접 조명의 중간에 속하며, 상점, 사무실, 학교 등에 이용된다.

### 반간접 조명
간접 조명과 반직접 조명을 절충한 것으로, 거실, 안방 등 일반 가정에서 많이 쓰인다.

### 전반 확산 조명
유백색 글로브로 광원을 싸고 상하 좌우로 광선이 잘 확산되게 한 것으로, 실내 전체에 광선이 골고루 퍼지므로 일반 사무실, 백화점, 교실 등에 쓰인다.

## 조명 기구
가정에서 많이 사용하는 조명 기구로 백열등과 형광등이 있다.

### 백열등
백열등(白熱燈)은 텅스텐으로 된 필라멘트를 유리구 속에 넣어 전류를 통하게 하여 높은 온도로 가열함으로써 빛을 낸다. 가정용 전구의 소비전력은 일반적으로 60W·100W이고, 탁상용은 10W·20W·30W이다. 거실과 같이 따뜻한 분위기가 요구되는 곳이나, 자주 켰다 껐다 하는 계단·화장실 등에 적합하다.

### 형광등
형광등(螢光燈)은 증기의 방전에 의하여 생긴 자외선이 형광 물질을 자극하여 빛을 낸다. 형광등은 전압이 약 90V 이상 되어야 방전하므로 전압이 낮은 곳에서는 불이 켜지지 않을 때도 있으며, 유효 수명은 백열 전구의 3배 이상이나 된다. 적은 양의 전력으로 밝은 빛을 낼 수 있어서 경제적이지만, 켤 때 순간적으로 많은 전력이 소모되므로 전등을 자주 끄고 켜야 할 곳에는 부적당하고, 장시간 사용하는 곳이나 높은 조도를 필요로 하는 곳, 전등을 바꿔 끼우기 힘든 곳에 이용한다.

## 실외 조명
가로등는 야간에 도로와 횡단보도를 비추는 데 사용된다. 일부 제조업체는 기존 가로등에 대한 에너지 효율적인 대안을 제공하기 위해 LED 및 태양광 조명기구를 개발하고 있다.
투광등은 야간에 작업 공간 이나 야외 놀이터를 밝히는 데 사용할 수 있다. 투광등의 가장 일반적인 유형은 메탈할라이드 및 고압 나트륨 램프이다.
비콘 라이트는 두 도로가 교차하는 지점에 배치되어 내비게이션을 용이하게 한다.
때때로 보안 조명은 도시 지역의 도로를 따라 또는 주택이나 상업용 건물 뒤편에 사용될 수 있다. 이는 범죄를 예방하기 위해 사용되는 매우 밝은 조명이다. 보안 조명에는 투광 조명이 포함될 수 있으며, 어둠 속에서 움직이는 열원을 감지하는 PIR 스위치로 활성화할 수 있다.
건축 조명.파사드의 국부적 또는 액센트 조명으로 물체의 주요 요소를 강조할 수 있다.
입구 조명은 외부에서 숙소 입구를 비추고 신호를 보내는 데 사용할 수 있다. 이 랜턴은 안전과 장식용으로 설치된다.
수중 액센트 조명은 잉어 연못, 분수, 수영장 등에도 사용된다.
네온사인은 조명보다는 주의를 끌기 위해 가장 많이 사용된다

## 같이 보기
- 3차원 컴퓨터 그래픽스
- 앵글포이즈 램프
- 자동차 조명
- 전기 포충기
- 가정 자동화
- 조명기구
- 광공해
- 발광효율
- 계절성 정동 장애
- 3점 조명
- 조지프 스완
- 토머스 에디슨
- 광원 목록
- 사진 조명